# Anomalisa
Anomalisa è un film d'animazione del 2015 scritto e diretto da Charlie Kaufman con la co-direzione di Duke Johnson e interamente girato a passo uno.
È uscito il 30 dicembre 2015 per la Paramount Pictures. La vicenda ruota attorno a un celebre quanto solitario esperto del servizio di assistenza ai clienti, che percepisce una perenne monotonia, finché non incontra una donna unica e speciale in un hotel di Cincinnati.

## Trama
Nel 2005 Michael Stone, un celebre oratore motivazionale sull'assistenza clienti, si reca a Cincinnati per una conferenza riguardo al suo best seller Come posso aiutarti ad aiutarli?. Nonostante la sua fama e una vita all'apparenza completa di marito e padre, Michael è un uomo molto infelice e stressato, in quanto soffre di un particolare disturbo mentale che gli fa vedere tutte le persone come se avessero un volto simile e gliele fa sentire parlare con la stessa voce maschile.
Giunto a destinazione, Michael alloggia all'hotel Fregoli (una chiara allusione alla sindrome di Fregoli, di cui soffre). Qui, dopo aver parlato con la famiglia al telefono, contatta una vecchia fiamma, Bella, con cui ha avuto una relazione e che non vede più da dieci anni. I due si rivedono nel bar dell'albergo, ma lei, covando ancora rancore per essere stata abbandonata da lui, presto se ne va, irritata dall'approccio diretto di Michael. L'uomo decide allora di fare una passeggiata ed entra in un negozio di giocattoli per comprare un regalo a suo figlio Henry, ma una volta entrato si accorge che si tratta di un negozio di giocattoli sessuali. Ciò nonostante, rimane affascinato da una vecchia bambola sessuale meccanica di una geisha esposta dietro il negoziante.
Rientrato nella propria stanza, Michael si fa la doccia e poi, improvvisamente, sente la voce di una donna, diversa da quella di tutti gli altri. Cerca quindi di rintracciarla, bussando a ogni stanza del suo piano, fin quando la trova: si tratta di Lisa Hesselman, una giovane donna gentile ma insicura, giunta anch'ella a Cincinnati con la sua amica Emily proprio per assistere alla conferenza di Michael. Lisa è timida e normale, ma Michael la corteggia e la elogia per continuare a sentire ed assaporare la sua voce diversa. I due, attratti l'uno dall'altra, trascorrono la notte assieme e finiscono per avere un rapporto sessuale. Il mattino seguente, Michael ha un incubo in cui metà del suo volto si distacca e tutte le persone dell'albergo, con la stessa faccia e voce maschile, lo inseguono affermando di amarlo e che lui e Lisa non possono stare insieme.
Il sogno spinge Michael a pianificare il divorzio per mettersi con Lisa. Sebbene sia una decisione importante e difficile, Michael riesce a convincerla ad accettare. Tuttavia, mentre fanno colazione, Michael inizia a notare particolari in Lisa che lo infastidiscono molto mentre mangia, ma così facendo la voce di Lisa inizia a diventare maschile e anche il suo volto perde le caratteristiche che la rendevano unica, divenendo via via anche lei uguale a tutte le altre persone. Confuso e distrutto dalla "perdita", Michael tiene ugualmente la conferenza per il suo libro, dove perde il filo del discorso ed esprime le sue opinioni politiche ed esistenziali in uno sfogo emotivo, alienando il suo pubblico.
Rientrato a casa, Michael viene accolto da una festa a sorpresa e suo figlio chiede di ricevere il regalo promesso. Michael tira fuori la bambola sessuale giapponese, deludendolo, per poi rivolgersi ai familiari e agli amici presenti alla festa a sorpresa, affermando di non riconoscere nessuno, il che manda su tutte le furie sua moglie Donna. Mentre lei si allontana turbata ed Henry esce a giocare, Michael osserva la bambola giapponese, che si attiva mettendosi a cantare una canzoncina su Momotarō con una voce femminile.
Nonostante Michael abbia deluso le persone alla conferenza e i membri della propria famiglia, Lisa appare invece ispirata e motivata dall'esperienza passata con lui, che la rende più fiduciosa in sé stessa e speranzosa di rivedersi con lui. Lisa scrive una lettera a Michael mentre viaggia in macchina con Emily, che ora possiede un volto diverso.

## Personaggi e interpreti
- Michael Stone, doppiato in originale da David Thewlis, in italiano da Angelo Maggi. Esperto di servizio clienti, autore di un testo motivazionale sul tema e oratore di grande fama. Nel privato, tuttavia, manifesta un atteggiamento mentale negativo: ogni persona che incontra gli appare uguale alle altre, ad eccezione di Lisa.
- Lisa Hesselman, doppiata in originale da Jennifer Jason Leigh, in italiano da Claudia Razzi. Una donna insicura e dolce, giunta in hotel per partecipare al discorso di Michael sul servizio clienti.
- Tutti gli altri personaggi, doppiati in originale da Tom Noonan, in italiano da Stefano Benassi.

## Distribuzione
Il film è stato distribuito in anteprima al Telluride Film Festival negli Stati Uniti il 4 settembre 2015. L'8 settembre dello stesso anno è stato presentato in concorso alla 72ª Mostra internazionale d'arte cinematografica di Venezia, mentre il 15 settembre è stato presentato al Toronto International Film Festival.
È uscito nelle sale cinematografiche italiane il 25 febbraio 2016.
La versione DVD e Blu-ray del film sono state messe in commercio il 7 giugno 2016. Con il Blu-ray combinata ad una resa in HD, include al suo interno una breve clip riguardo al processo di produzione cinematografica con Kaufman e Johnson dietro le quinte, mentre parlano dei temi più profondi della storia. Oltre a ciò, vengono mostrate approfonditamente le tecniche innovative utilizzate per creare una delle scene più intricate e intime del film. In combinazione al DTS-HD Master Audio 5.1, è possibile ascoltare perfettamente gli effetti sonori ambientali affiancati al dialogo.

## Accoglienza
Rotten Tomatoes assegna un indice di gradimento positivo pari al 92% per basandosi su 251 recensioni, con un voto medio di 8.4 su 10.
Metacritic assegna un punteggio medio di 88 su 10 basandosi su 46 recensori, reputandolo un "plauso universale".
Anomalisa è stato accolto positivamente dalla critica.
(MYmovies.it)

## Premi e riconoscimenti
- 2016 - Premio Oscar
  - Nomination Miglior film d'animazione
- 2016 - Golden Globe
  - Nomination Miglior film d'animazione
- 2016 - Satellite Awards
  - Nomination Miglior film d'animazione o a tecnica mista
- 2015 - Saturn Awards[12]
  - Nomination Miglior film d'animazione o a tecnica mista
- 2015 - Mostra internazionale d'arte cinematografica di Venezia[13]
  - Leone d'argento - Gran premio della giuria a Charlie Kaufman e Duke Johnson
  - Future Film Festival Digital Award a Charlie Kaufman e Duke Johnson
  - Nomination Leone d'oro a Charlie Kaufman e Duke Johnson
- 2016 - Independent Spirit Awards
  - Nomination Miglior film
  - Nomination Miglior regista a Charlie Kaufman e Duke Johnson
  - Nomination Miglior sceneggiatura a Charlie Kaufman
  - Nomination Miglior attrice non protagonista a Jennifer Jason Leigh

## Colonna sonora
Tutte le tracce musicali menzionate da Carter Burwell:
1. Overture
2. Welcome to the Fregoli
3. Cin Cin City
4. Another Person
5. None of Them Are You - testi di Charlie Kaufman
6. Fregoli Elevator
7. Lisa in His Room
8. Anomalisa
9. Cincinnati Sunrise
10. My Name Is Lawrence Gill
11. Breakfast with Lisa
12. Michael's Speech
13. Goddess of Heaven
14. Girls Just Want to Have Fun – testi e musica di Robert Hazard